# Aknyeo
The Villainess (coreà: 악녀, Aknyeo) és una pel·lícula de thriller d'acció de Corea del Sud del 2017 dirigida per Jung Byung-gil, protagonitzada per Kim Ok-vin. La pel·lícula es va estrenar al 70è Festival Internacional de Cinema de Canes el maig de 2017.
Segons Jung, la pel·lícula es va inspirar en La Femme Nikita de Luc Besson, que havia vist als 10 anys.

## Argument
Sook-hee, una assassina molt hàbil, entra en un edifici i mata nombroses persones abans de saltar per una finestra i ser envoltada de policies. L'agència d'intel·ligència de Corea del Sud revisa les imatges del seu atac i, a proposta del cap Kwon-sook, la selecciona per reclutar-la com a actiu. Sook-Hee es desperta confinada a una institució que li proporciona una cirurgia plàstica, fingeix la seva mort, li assigna la nova identitat de Yeon-soo i l'entrena a ella i a altres dones en habilitats físiques i socials.
Yeon-soo s'assabenta que està embarassada i Kwon-sook ofereix a ella i al seu fill llibertat si està disposada a treballar per a ells durant deu anys. Accepta i mentre s'està entrenant dóna a llum una filla, Eun-hye. Després de superar els seus companys en pràctiques en habilitat de combat, se li assigna el seu primer assassinat, en el qual mata el seu objectiu accidentalment davant de la seva filla i amb prou feines escapa. Com se li va prometre la finalització amb èxit, Yeon-soo rep un apartament per compartir amb la seva filla. Sense que ho sàpiga la Yeon-soo, Kwon-sook col·loca un agent anomenat Jung Hyun-soo, que havia estat apuntant per aquesta tasca específica, a l'apartament del costat; s'ha de fer amic de Yeon-soo i la vigila. Després de molts esforços de Jung Hyun-soo, que comença a convertir-se en un co-cuidador d'Eun-hye, i la falsa afirmació que els seus antecedents són autèntics per part de Kwon-sook, Yeon-soo i Hyun-soo s'enamoren l'un de l'altre.
Passat: una Sook-Hee de 7 anys presencia la mort del seu pare però no mira la cara de l'assassí; només escolta una melodia xiulada. Jang-Chun, una antiga amiga del seu pare que estava gelosa d'una joia robada que el seu pare havia adquirit, està present durant el seu assassinat i troba la Sook-hee amagada. La segresta i finalment la ven a una xarxa de prostitució infantil. Just quan està a punt de ser agredida per un client, un assassí, Lee Joong-sang, mata el client, i ella mata un secuaç a la porta just abans que pugui disparar a Lee Joong-sang. Lee Joong-sang s'emporta Sook-hee amb ell i l'entrena perquè sigui una assassina.
A mesura que la Sook-hee es fa gran, es torna cada cop més devota i, finalment, atreta per Joong-sang, i li diu que està disposada a deixar anar la seva venjança si es casava amb ella. Accepta dubtant. Durant la seva luna de mel, ell fingeix salvar un membre de la banda anomenat Choi Chun-Mo i escenifica la seva pròpia mort. Quan a Sook-hee se li mostra un cadàver destrossat i li diuen que és del seu marit, ella va a la introducció de la pel·lícula, eliminant la banda Choi Chun-Mo li diu que havia estat el seu objectiu, així que són els assassins del seu marit.
Present: mentre està en una missió amb el seu company assassí Min-ju, Yeon-soo és atrapsfs robant un telèfon. La Min-ju està greument ferida en la baralla següent, i com a càstig per la seva actuació poc brillant, Kwon-sook es nega a portar-la a una sala d'emergències, deixant que Min-Ju sagni al cotxe. Les dades robades contenen documents sobre Choi Chun-Mo. L'agència està preocupada perquè des que Yeon-soo el va conèixer, pot ser una agent doble, però Kwon-sook assegura als seus col·legues que no ho és, afirmant que és l'assassí del seu marit. Mentrestant, Yeon-soo esclata en llàgrimes a casa, i Hyun-soo, que estava allà per vigilar Eun-hye, la consola. Temps després, Yeon-soo i Hyun-soo decideixen casar-se; Yeon-soo argumenta a Kwon-sook que això és per assegurar-se que Eun-hye no estarà sola si mor. Kwon-sook accepta i organitza l'esdeveniment del matrimoni. Durant la cerimònia, ella truca a Yeon-soo, donant-li el seu següent objectiu, un home a l'altra banda del carrer del lloc. Apuntant el seu rifle per una finestra, Yeon-soo reconeix que el seu objectiu és Joong-sang i, amb angoixa emocional, falla el seu tret.
Joong-sang visita el lloc des d'on va ser atacat i identifica a Yeon-soo com a Sook-hee. S'enfronta a ella en un restaurant i s'intercanvien amenaces mútues mentre Hyun-soo amb prou feines pot contenir les llàgrimes. Kwon-sook s'enfronta a Yeon-soo per trobar el seu objectiu; Yeon-soo afirma que només va ser una coincidència. Més tard, Joon-sang envia a Yeon-soo un fitxer d'àudio que revela que Hyun-soo és un agent encobert, i ella l'adverteix sobre el nou agent que l'agència està enviant per acabar la seva feina. Mentrestant, Yeon-soo defensa el fracàs d'Hyun-soo envers Kwon-sook i comença a investigar la identitat del seu objectiu, fins a adonar-se que és el seu exmarit.
Quan Hyun-soo torna a l'apartament amb Eun-hye, és atacat per la banda de Joong-sang. Hyun-soo els revela que Eun-hye és la filla de Joong-sang, amb l'esperança que els assassinats s'acabin. No obstant això, a Joong-sang no li importa aquesta revelació i té una bomba col·locada a l'apartament, deixant Hyun-soo noquejat i Eun-hye confós al costat. A punt d'arribar a casa, la Yeon-soo veu de sobte el seu apartament explotar i Hyun-soo sostenint a Eun-hye que és volat per la finestra al carrer. Cap dels dos sobreviu. Devastada i enfadada, Yeon-soo s'enfronta a Kwon-sook, creient que l'agència és responsable. Kwon-sook mostra els seus enregistraments de vídeo del seu apartament, revelant que la banda de Joong-sang són els assassins, fins i tot després d'haver esperat deliberadament la seva arribada abans de disparar la bomba. Kwon-sook també reprodueix un fitxer de vídeo que mostra a Hyun-soo demanant-li permís a Kwon-sook per casar-se amb Yeon-soo "de veritat", revelant que havia tingut sentiments genuïns per ella. A la gravació, Kwon-sook el renya, dient que és probable que Yeon-soo mori més aviat que tard, i diu que no volia que fos com ella. En el present, sota les llàgrimes, li diu a Yeon-soo que desitja que Hyun-soo i Yeon-soo s'hagin conegut en diferents circumstàncies.
Consumit per la venjança, Yeon-soo rastreja en Joong-sang fins a un aparcament i mata molts dels seus homes. S'enfronta a Joong-sang, l'acorrala sola i li demana saber si mai l'ha estimada. Joong-sang diu que sí que l'estimava, però "com a càstig" ja no va poder ja que va matar el seu pare, però després li pregunta si això és el que volia escoltar, i diu que s'ho pot creure si vol. S'escapa al carrer i es troba amb els seus secuaces restants. Tots van accelerant en un autobús llançadora. Yeon-soo els persegueix, puja a l'autobús, l'estavella i, malferit, sosté una destral sobre el cap d'en Joong-sang. Abaixa el cap, dient que matar-lo no canviarà res, i que si ho fa, començarà el "dolor real". De la mateixa manera que la càmera s'allunya d'ell i cap a ella, s'escolta la mateixa melodia que es va xiular quan el seu pare va ser assassinat, però no és clar si Joong-sang l'està xiulant realment o si només va prendre la decisió de creure que era ella. l'assassí del pare. Yeon-soo el mata amb la destral. Sortint de les restes amb la policia que l'envolta, Yeon-soo somriu i riu de manera maniàtica.

## Repartiment
- Kim Ok-vin com a Sook-hee / Chae Yeon-soo
  - Min Ye-ji com a jove Sook-hee
- Shin Ha-kyun com a Lee Joong-sang
- Sung Joon com a Jung Hyun-soo
- Kim Seo-hyung com a Kwon-sook
- Jo Eun-ji com a Kim Sun
- Lee Seung-joo com a Choon-mo
- Son Min-ji com a Min-joo
- Kim Yeon-woo com a Eun-hye

### Cameu
- Jung Hae-kyun com a Jang Chun
- Park Chul-min com el pare de Sook-hee
- Kim Hye-na com a novata entrenant

## Llançament
The Villainess es va estrenar als cinemes de Corea del Sud el 8 de juny de 2017.
Segons el distribuïdor Next Entertainment World, la pel·lícula es va vendre abans de l'estrena local a 115 països, inclosos Amèrica del Nord, Amèrica del Sud, França, Alemanya, Espanya, Itàlia, Austràlia, Taiwan i les Filipines. Més tard es va vendre a territoris addicionals que inclouen Japó, Xina, Singapur i Índia, augmentant fins a un total de 136 països a tot el món.

## Recepció
The Villainess va rebre una ovació de peu de quatre minuts al Festival Internacional de Cinema de Canes.
La pel·lícula també es va projectar al 16è Festival de Cinema Asiàtic de Nova York que es va celebrar del 30 de juny al 16 de juliol de 2017. Al festival, la pel·lícula va rebre el premi Daniel E. Craft a l'excel·lència en cinema d'acció.
Al lloc web de l'agregador de ressenyes Rotten Tomatoes, la pel·lícula té una puntuació d'aprovació del 84% basada en 85 ressenyes amb una puntuació mitjana de 6,84/10. El consens crític del lloc diu: "The Villainess ofereix prou emocions cinètiques pures per satisfer els entusiastes del gènere, i fer-se un lloc sagnant en el cinema d'acció coreà modern." El lloc web de l'Agregador de ressenyes Metacritic va donar a la pel·lícula una puntuació de 64 sobre 100, la qual cosa indica "crítiques generalment favorables".

## Premis i nominacions
| Premi                                       | Categoria                                                | Destinatari                  | Resultat  | Ref.   |
| ------------------------------------------- | -------------------------------------------------------- | ---------------------------- | --------- | ------ |
| 16è Festival de cinema asiàtic de Nova York | Premi Daniel E. Craft a l'Excel·lència en Cinema d'Acció | The Villainess               | Guanyador | [ 13 ] |
| 21è FanTasia                                | Premi GURU a la millor pel·lícula d'acció                | The Villainess               | Plata     | [ 14 ] |
| 26ns Buil Film Awards                       | Millor actiu                                             | Kim Ok-bin                   | Nominat   | [ 15 ] |
| 26ns Buil Film Awards                       | Millor fotografia                                        | Park Jung-hoon               | Guanyador | [ 15 ] |
| 1st The Seoul Awards                        | Millor actriu                                            | Kim Ok-bin                   | Nominat   | [ 16 ] |
| 1st The Seoul Awards                        | Millor actrriu secundària                                | Kim Seo-hyung                | Nominat   | [ 16 ] |
| 54ns Grand Bell Awards                      | Millor actriu                                            | Kim Ok-bin                   | Nominat   | [ 17 ] |
| 54ns Grand Bell Awards                      | Millor il·Luminació                                      | Lee Hae-won                  | Nominat   | [ 17 ] |
| 54ns Grand Bell Awards                      | Millor fotografia                                        | Park Jung-hoon               | Guanyador | [ 17 ] |
| 54ns Grand Bell Awards                      | Millor muntatge                                          | Heo Sun-mi                   | Nominat   | [ 17 ] |
| 54ns Grand Bell Awards                      | Premi tècnic                                             | The Villainess               | Guanyador | [ 17 ] |
| 38ns Premis de Cinema Drac Blau             | Millor fotografia i il·luminació                         | Park Jung-hoon & Lee Hae-won | Nominat   | [ 18 ] |
| 38ns Premis de Cinema Drac Blau             | Millor assoliment tècnic - Dobles                        | Kwon Ki-deok                 | Guanyador | [ 18 ] |
| 38ns Premis de Cinema Drac Blau             | Millor actriu                                            | Kim Ok-bin                   | Nominat   | [ 18 ] |
| 18th Premis dels Crítics de Cinema de Busan | Technical Award                                          | Park Jung-hoon               | Guanyador | [ 19 ] |
| 18th Premis dels Crítics de Cinema de Busan | Technical Award                                          | Kwon Kwi-deok                | Guanyador | [ 19 ] |
| 54ns Baeksang Arts Awards                   | Millor actriu                                            | Kim Ok-bin                   | Nominat   | [ 20 ] |
| 23ns Chunsa Film Art Awards                 | Millor actriu                                            | Kim Ok-bin                   | Guanyador | [ 21 ] |

## Sèries de televisió
El juliol de 2021, es va anunciar una sèrie de televisió basada en la pel·lícula amb la qual s'està desenvolupant amb  Amazon amb l'escriptora Francisca Hu com a guionista i productora executiva del pilot.